# Septoria citri
Septoria citri är en svampart som beskrevs av Pass. 1877. Septoria citri ingår i släktet Septoria och familjen Mycosphaerellaceae.   Inga underarter finns listade i Catalogue of Life.